# Église Saint-Lazare du Mans
L’église Saint-Lazare est un édifice religieux situé dans la ville du Mans, au cœur du quartier Saint-Georges. Elle fut construite en 1892 dans un quartier subissant de plein fouet l’essor industriel de la ville. Le quartier fut un ancien faubourg, son activité économique s’est concentrée sur l’étamine au Moyen Âge et à la Renaissance. À la fin du XIXe siècle, ce sont les usines à gaz et l’usine des tabacs qui emploient quantité d’ouvriers. À l'origine, le quartier était scindé en deux entre Saint-Lazare et Saint-Georges.
Ce sera le curé de la paroisse de Saint-Georges-du-Plain qui fera en sorte d’acquérir le terrain pour y faire bâtir l’édifice actuel. La paroisse n’apparaît, elle, qu’en 1914. Le nom de Saint-Lazare a été choisi en hommage à la léproserie implantée dans le faubourg au XIIe siècle. L’église est de style néo-roman. Elle est aujourd’hui enserrée dans un habitat dense. Le clocher surmontant la façade fut monté en 1934. D’une grande sobriété architecturale extérieure, les décors intérieurs sont en revanche assez riches.